# Daniel Fragoso
Daniel Fragoso Escribano (Mataró, 31 maart 1982), voetbalnaam Dani Fragoso, is een Spaans profvoetballer. Hij speelt als verdedigende middenvelder bij Albacete Balompié.
Dani Fragoso speelde in de jeugd bij RCD Espanyol, Real Madrid, AD Alcorcón en Extremadura CF. De Catalaan kwam in 2004 bij FC Barcelona, waar hij vooral actief was in Barça B. Bovendien speelde Dani Fragoso enkele oefenwedstrijden voor het eerste elftal. Tijdens de voorbereiding voor het seizoen 2004/05 werd hij door Frank Rijkaard bij het eerste elftal gehaald. Dani Fragoso speelde in de oefenwedstrijden tegen CD Banyoles, UE Figueres en Palamós FC. Sindsdien speelde Dani Fragoso nog in twee oefenwedstrijden voor het eerste elftal; op 14 december 2004 tegen AFC Ajax en op 28 juli 2006 tegen Aarhus GF. Na het vertrek van Arnau Caldentey in augustus 2006 naar Sunderland FC werd Dani Fragoso aanvoerder van Barça B. Een half jaar later, in januari 2006, tekende hij een contract voor anderhalf seizoen bij Ciudad de Murcia uit de Segunda División A. Nadat Ciudad de Murcia in juni 2007 werd opgeheven, vertrok Dani Fragoso naar Granada 74 CF, dat de plaats van Ciudad de Murcia in de Segunda División A had overgenomen. Een jaar later ging hij voetballen bij Cádiz CF. Sinds 2010 staat hij onder contract bij Albacete Balompié.